# Гамајун
Гамајун је легендарна пророчица источнословенског фолклора, замишљена као велика птица, предивног гласа, са главом и лицем лијепе жене која станује на острву у близини ирија (раја). Гласница је бога Велеса, пјевањем преноси божанске поруке и прориче будућност за оне који могу да је чују. Зна све о стварању неба и земље, богова, хероја и људи, чудовишта, животиња и птица. Када лети са истока доноси жестоку и смртоносну олују. Слична је митским птицама Сирину и Алконосту.

### Гамајун у хералдици
Рајска птица Гамајун је заступљена и у руској хералдици као симбол мира, благостања, богатства и напретка.
- Грб Смоленска 
 из 1570. г.
- Грб Смоленска 
 из 1780. г.
- Грб Смоленска из совјетског периода 
 1970-их г.
- Грб Смоленске области 
 од 1998. г.
- Грб Михајловска (Свердловска област)